# Saint-Cricq
Saint-Cricq è un comune francese di 263 abitanti situato nel dipartimento del Gers nella regione dell'Occitania.

## Società

### Evoluzione demografica
Abitanti censiti